# Enrico Riva
Enrico Riva (* 23. September 1948 in Bern) ist ein Schweizer Jurist und emeritierter Professor für Staats- und Verwaltungsrecht.

## Leben
Enrico Riva studierte von 1967 bis 1974 Jura an der Universität Bern und verfasste 1979 seine Dissertation zum Dr. iur. über die «Effizienz des Beschwerderechts zur Durchsetzung des geltenden Naturschutzrechts». Von 1982 bis 1984 folgte ein Forschungsaufenthalt an der Harvard Law School, wo er 1983 einen LL.M. erlangte. Nach der Habilitation 1989 an der Rechts- und Wirtschaftswissenschaftlichen Fakultät der Universität Bern (Privatdozent für Schweizerisches Staats- und Verwaltungsrecht) hatte er von 1990 bis 1995 Lehraufträge an der Universität Bern und der Universität Basel inne. Ab 1995 war er ordentlicher Professor für Staats- und Verwaltungsrecht an der Juristischen Fakultät der Universität Basel sowie zeitweilig auch Dekan der Fakultät. Nach seiner Emeritierung im Jahr 2013 übernahm er Lehraufträge für Raumplanungsrecht und öffentliches Baurecht an der Universität Basel sowie an der Universität Zürich und der ETH Zürich. Seit 1985 ist er als Rechtsanwalt in einer Kanzlei in Bern tätig, wobei er sich vor allem mit dem Planungs- und Baurecht befasst. Von 1993 bis 1997 war er als Vizepräsident der FDP im Stadtrat Bern tätig.

## Wirken
Riva verfasste mit Hauptfragen der materiellen Enteignung eine «grundlegende… Abhandlung» über dieses Thema und gilt als «Experte auf diesem Gebiet». Vor der Vereinigung Rechtsstaat in Bern analysierte Riva 1993 die Rechtspraxis des Bundesgerichts zur materiellen Enteignung und wurde als Experte zu Fragen der Enteignung zugunsten des Umweltschutzes herangezogen. Er vertrat Grundstücksbesitzer in Enteignungsfragen in Gerichtsprozessen erfolgreich gegen den Kanton Bern und wird regelmässig zu Fragen der Enteignung herangezogen, z. B. 2005 zu den national stark umstrittenen Plänen des US-Pharmakonzerns Amgen, der in Galmiz eine Gross-Produktionsstätte errichten wollte. Riva trat dabei als einer der prominenten Gegner der Pläne öffentlich in Erscheinung. Im Jahr 2007 verfasste er als Komiteemitglied den Initiativtextes der Eidgenössischen Volksinitiative «Raum für Mensch und Natur (Landschaftsinitiative)» mit. Er gehörte zu den Juristen, die die geplanten Sonderwohnzonen für Reiche des Kantons Obwalden kritisierten; die Pläne wurden schliesslich vom Bundesrat nicht genehmigt.
Im Jahr 1995 war Riva einer von 15 schweizerischen Professoren des Staats- und Verwaltungsrechts, die sich in einer Stellungnahme an die Finanzkommission des Nationalrats gegen die Abschaffung der Ausgleichsleistungen im Gewässerschutz wandten. Mit zahlreichen weiteren schweizerischen Professoren des öffentlichen Rechts sprach sich Riva 2002 in einem offenen Brief für den Beitritt der Schweiz in die Uno aus.
Riva erarbeitete 1994 einen neuen Entwurf des Denkmalpflegegesetzes des Kantons Bern, der das 1902 stammende Gesetz über die Erhaltung der Kunstaltertümer und Urkunden ablösen sollte. Es wurde 1998 mit Änderungen verabschiedet. Er begleitete ab 1996 die Totalrevision der Gemeindeordnung der Stadt Bern als Experte, der dabei «für Kontinuität bürgt[e]». Er war einer der Juristen, die das neue Baumschutzreglement der Stadt Bern prüften, das schliesslich 1998 per Volksabstimmung durchgesetzt wurde.
Als ausgewiesener Experte für Eigentumsrecht wurde der zu der Zeit bereits emeritierte Riva Anfang 2014 von der Regierung des Kantons Basel-Landschaft in der sogenannten Honorar-Affäre als Experte berufen. Ihm oblag die Erstellung des Gutachtens, «ob der Kanton Baselland allenfalls zu viel bezogene Entschädigungen, Sitzungsgelder und Spesen zurückfordern kann.» Grundlage dafür war ein Bericht der Finanzkontrolle 2013. Auf Basis des Gutachtens, das im August 2014 veröffentlicht wurde, stellte der Kanton Basel-Landschaft schliesslich erfolgreich Rückforderungen unter anderem an Adrian Ballmer, Urs Wüthrich und die Erben von Peter Zwick.
Riva engagiert sich aktiv im Heimatschutz Bern-Mittelland, zu dessen Vorstandsmitgliedern er 2021 gehörte. Unter anderem setzte er sich aktiv und öffentlich gegen den Abriss des Scheibenhauses Fellerstrasse 30 im Tscharnergut ein; der Abriss wurde durch den Kanton Bern 2021 untersagt.

## Schriften (Auswahl)
- Die Beschwerdebefugnis der Natur- und Heimatschutzvereinigungen im schweizerischen Recht. Stämpfli, Bern 1980, ISBN 3-7272-0107-X. (auch Dissertation)
- Hauptfragen der materiellen Enteignung. Stämpfli, Bern 1990, ISBN 3-7272-9610-0.
- Wohlerworbene Rechte – Eigentum – Vertrauen Dogmatische Grundlagen und Anwendung auf die Restwassersanierungen nach Art. 80 des eidgenössischen Gewässerschutzgesetzes. Stämpfli, Bern 2007, ISBN 3-7272-9125-7.